# 萩原美雅
萩原 美雅（はぎわら よしまさ）は、江戸時代中期の旗本（150俵→500石）。通称は善次郎、三左衛門、源左衛門で、官位は従五位下、伯耆守。享年77。父は勘定を務めた萩原久茂。

## 経歴
萩原はもと勘定奉行所属の下級御家人であったが、元禄5年（1692年）勘定となり、蔵奉行、勘定組頭を経て、6代将軍徳川家宣らによる正徳の治が始まると、改革を実際に差配した新井白石により登用され、復設された勘定吟味役に就任した。その後、享保元年（1716年）に二丸留守居に転ずるも、享保5年（1720年）に吟味役に復職し、以後、佐渡奉行、長崎奉行、勘定奉行と累進した。
貨幣改鋳事業や、1711年（正徳元年）の朝鮮通信使の江戸来訪の際の東海道から摂津までの道中点検、諸国鉱山の差配や長崎への廻銅政策、幕府による長崎貿易への介入政策など、その活躍は多方面に渡った。1722年（享保7年）には、大井川の治水工事にその手腕を発揮し、構築された500間ほどの堤は、その周辺の人々に源左衛門様堤と呼ばれた。

## 年譜
- 1692年（元禄5年）11月2日 - 勘定役
- 1700年（元禄13年）4月22日 - 蔵奉行
- 1701年（元禄14年）4月7日 - 勘定組頭
- 1712年（正徳2年）7月1日 - 勘定吟味役、200石加増。
- 1716年（享保元年）3月22日 - 二丸御留守居
- 1720年（享保5年）5月9日 - 勘定吟味役
- 1732年（享保17年）閏5月1日 - 佐渡奉行
- 1736年（元文元年）10月28日 - 長崎奉行に転任
- 1736年（元文元年）12月16日 - 従五位下伯耆守に叙任
- 1743年（寛保3年）1月11日 - 勘定奉行に就任
- 1745年（延享2年）4月4日 - 死去